# Palisade Head
Palisade Head est une grande formation rocheuse sur la rive nord du lac Supérieur dans l'État américain du Minnesota. 

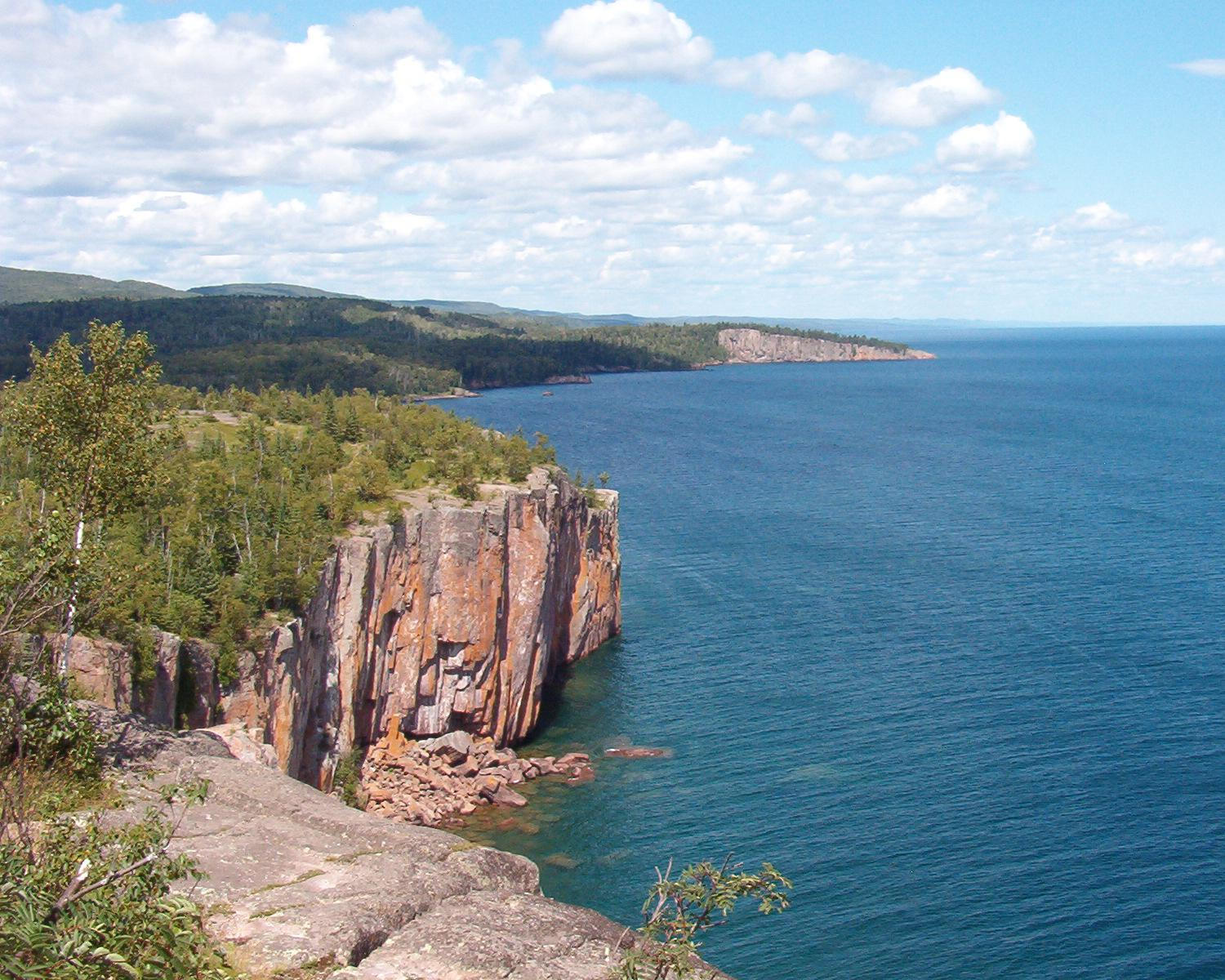
Falaises de Palisade Head sur le Lac Supérieur, vue nord-est vers Shovel Point.

## Géographie

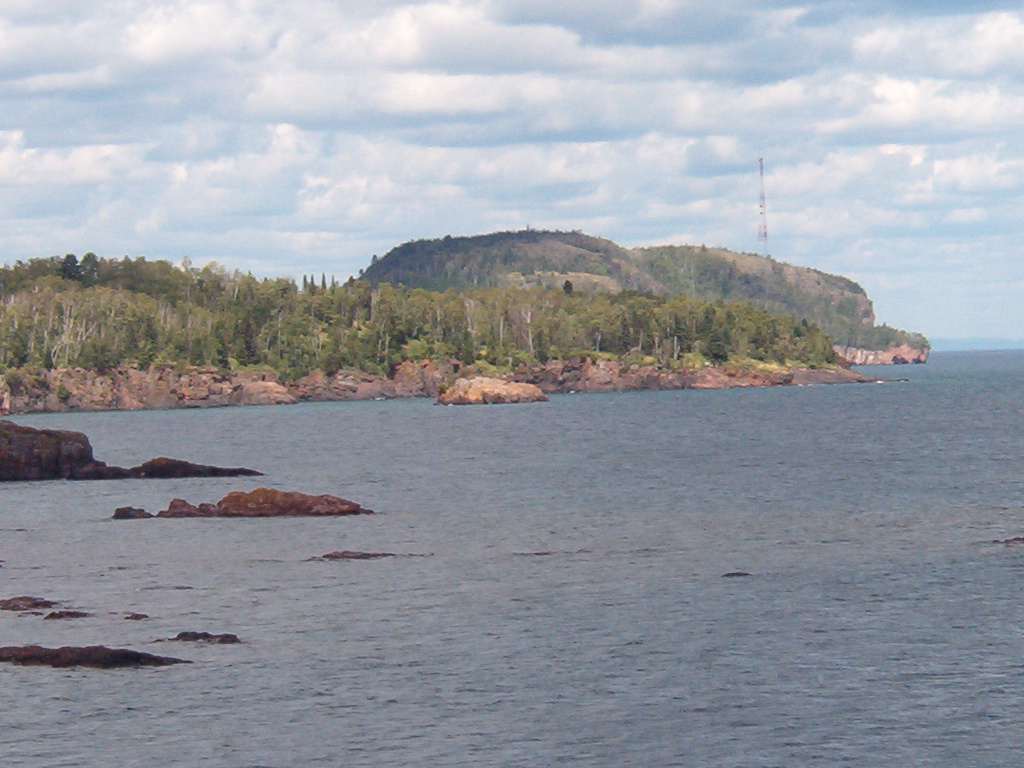
Palisade Head s'élevant au dessus d'un point intermédiaire, vue de l'ouest près de Silver Bay (Minnesota).

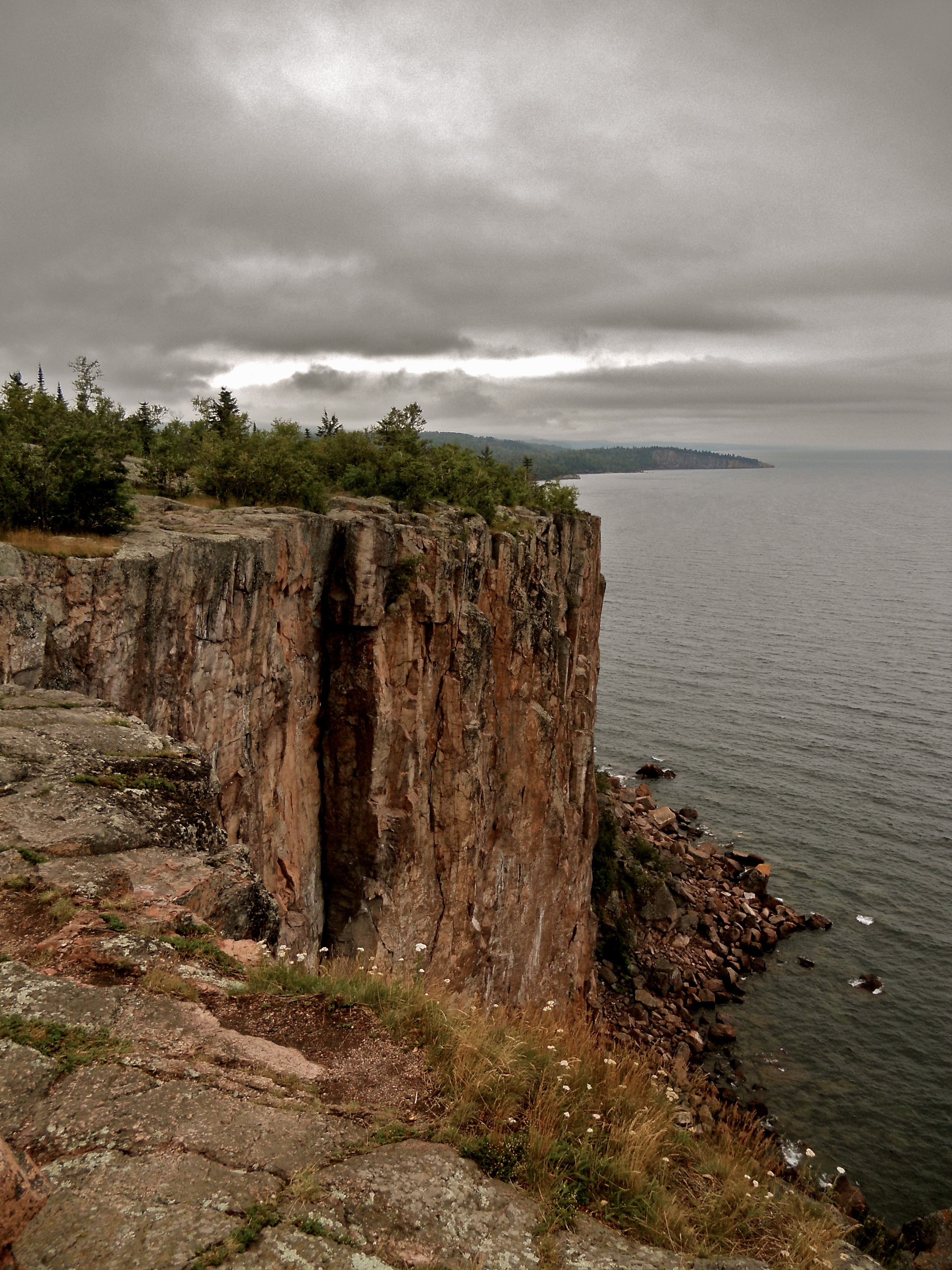
En regardant vers le nord, le long de la rive nord du lac Supérieur depuis le haut de Palisade Head. Au loin, Shovel Point (Tettegouche State Park) est visible.

Il est dans le Tettegouche State Park (en) mais pas contiguë avec le reste de ce parc. Palisade Head est situé à la borne kilométrique 57, sur la pittoresque route Minnesota State Highway 61 (en) à Beaver Bay Township, Lake County, Minnesota (en) à environ 86 km au nord-est de Duluth et cinq kilomètres au nord-est de Silver Bay.